# Henning Bendtsen
Henning Bendtsen  (født 6. marts 1925, død 8. februar 2011) var en dansk fotograf. 
Henning Bendtsen er uddannet reklamefotograf. Henning Bendtsen var ansat ved Minerva Film 1946-51 og derefter ved Palladium og fra 1958 var han freelance fotograf.  Han har desuden været medlem af Filmrådet 1964-68 og medstifter af Dansk Filmfotograf Forbund i 1955.
Bendtsen har været fotograf på omkring 100 danske kort-,     dokumentar- og spillefilm. Han har filmet for Johan Jacobsen, Gabriel Axel, Bent Christensen og Astrid Henning-Jensen.
Bendtsens betydeligste arbejde var sammen med Carl Th. Dreyer på filmene Ordet og Gertrud, der skabte en ny filmstil,  desuden også i arbejdet på Lars von Triers film Epidemic  og Europa.